# Keri-Anne Payne
Keri-Anne Payne (ur. 9 grudnia 1987 w Johannesburgu) – brytyjska pływaczka długodystansowa.
Jej największym sukcesem jest srebrny medal Igrzysk Olimpijskich na dystansie 10 km.